# Ganski cedi
Ganski cedi, ISO 4217: GHS je službeno sredstvo plaćanja u Gani. Označava se simbolom GH₵, a dijeli se na 100 pesewa.

Cedi je uveden 1965. godine, kada je zamijenio gansku funtu, i to u omjeru 2,4 cedija za 1 gansku funtu, odnosno 1 pesewa za 1 peni.

U optjecaju su kovanice od 1, 5, 10, 20, 50 pesewa, te 1 cedi, i novčanice od 1, 2, 5, 10, 20, 50 cedija.